# كانياما
كانياما هي منطقة توجد في مقاطعة كاتانغا بالكونغو الديمقراطية . سنة 2012 بلغ تعداد السكان الإجمالي حوالي 62 723 ، بعدما كان لا يتجاوز العدد 46 233 سنة 2004 .